# Edwardsina imperatrix
Edwardsina imperatrix är en tvåvingeart som beskrevs av Alexander 1953. Edwardsina imperatrix ingår i släktet Edwardsina och familjen Blephariceridae. Inga underarter finns listade i Catalogue of Life.